# Илия Ращанов
Илия Йорданов Ращанов е български революционер, деец на Вътрешната македоно-одринска революционна организация.

## Биография
Илия Ращанов е роден на 29 октомври 1878 година или в 1881 година в град Велес, тогава в Османската империя. В 1897 година завършва с дванадесетия випуск Солунската българска мъжка гимназия. В 1901 година завършва химия във Висшето училище в София. В 1901 – 1902 година преподава в Сярското българско педагогическо училище и ръководи местния революционен комитет на ВМОРО. По-късно се мести в Скопие, където също през 1902 година е член на Скопския окръжен комитет на организацията. Участва в Илинденско-Преображенското въстание, но е заловен от турските власти и е осъден на 101 години затвор в Куршумли хан и на остров Родос. Според османските документи Илия Йордан Ращанов от град Велес е българин, православен, арестуван на 7 юни 1903 година, обвинен, че „присъединявайки се към българските бунтовници и преобличайки се, заминал и се скрил в скопското село Долно Сълне за започване на въоръжени бунтовнически действия и употреба на оръжие против жандармерията“. Осъден е на доживотен затвор. Лежи в Скопския затвор. Амнистиран е с общата амнистия от 12 април 1904 година.
До 1908 година е асистент по химия в Софийския университет.
Участва като делегат от Русенското македонско братство в обединителния конгрес на Македонската федеративна организация и Съюза на македонските емигрантски организации от януари 1923 година. На 10 януари 1926 година е избран за председател в настоятелство на Велешкото благотворително братство.

През 1943 година изпраща телеграма до Илинденската организация, по повод честването на 40-годишнината от смъртта на Гоце Делчев, в която пише: 
| „ | Поклон пред паметта на великия син на Македония, Делчев – Ахил – патриарх на макед.[онското] революционно движение. Слава и чест на бунтарите мои другари – Димитър Гущанов, Наков, Лука поп Теофилов и плеяда революционери строители на свободна Македония, радетели за величието на българското племе. Благопожелания за дълъг живот на живите другари револ.[юционери]. | “ |

Умира в София през 1945 година.
Синът му, Стефан, в 1942 година завършва право в Софийския университет.